# Nitơ trichloride
Nitơ trichloride, còn gọi là trichloramine, là một hợp chất vô cơ có công thức hóa học NCl3. Chất lỏng có mùi dầu màu vàng, dầu cay này thường gặp nhất như là một sản phẩm phụ phản ứng hóa học giữa các chất dẫn xuất amonia và chlor (ví dụ trong bể bơi).

## Điều chế và cấu trúc
Hợp chất được điều chế bằng cách xử lý muối amoni, như amoni nitrat với chlor.
Các chất trung gian trong chuyển đổi này bao gồm chloramine và dichloramine, NH2Cl và NHCl2.
Giống như amonia, NCl3 là một phân tử hình chóp. Khoảng cách N–Cl là 1,76 Å, và góc Cl–N–Cl là 107°.
Nitơ trichloride có thể hình thành với số lượng nhỏ khi các nguồn cung cấp nước công cộng được khử trùng bằng chloramin, và trong bể bơi bằng cách khử trùng chlor phản ứng với urê trong nước tiểu và nước mồ hôi từ người tắm. Nitơ trichloride, được đăng ký nhãn hiệu Agene, được sử dụng để tẩy trắng giả tạo và bột mì, nhưng bị cấm vào năm 1949: Ở người Agene đã gây ra các rối loạn thần kinh trầm trọng và lan rộng dẫn đến việc cấm sử dụng nó vào năm 1947. Chó ăn bánh làm từ bột mì đã xử lý chất này bị như động kinh; Chất độc hại là methionine sulfoximine.

## Phản ứng
Tính chất hóa học của NCl3 đã được khai thác tốt. Nó cực vừa phải với moment lưỡng cực là 0,6 D. Trung tâm nitơ là cơ bản nhưng ít hơn amonia. Nó thủy phân bằng nước nóng để giải phóng amonia và acid hypochlorrơ.
NCl3 + 3H2O → NH3 + 3HOCl
NCl3 phát nổ cho N2 và khí chlor. Phản ứng này được ức chế đối với các khí pha loãng.

## An toàn
Nitơ trichloride có thể gây kích ứng màng nhầy – nó là một tác nhân gây rụng tóc, nhưng chưa bao giờ được sử dụng như vậy. Chất tinh khiết (hiếm gặp) là chất nổ nguy hiểm, nhạy cảm với ánh sáng, nhiệt, thậm chí vừa phải sốc, và các hợp chất hữu cơ. Pierre Louis Dulong lần đầu tiên chuẩn bị nó vào năm 1812, và mất hai ngón tay và mắt trong hai vụ nổ. Năm 1813, một vụ nổ NCl3 làm mù Sir Humphry Davy tạm thời, khiến ông thuê Michael Faraday làm đồng nghiệp. Cả hai người đều bị thương trong một vụ nổ NCl3 khác ngay sau đó.